# Ritanserina
Ritanserina (DCI, USAN, BAN) é um antagonista do receptor de serotonina que nunca foi comercializado para uso clínico, mas tem sido usado em pesquisa científica.

## Pesquisa
Ritanserina foi testada em ensaios clínicos para esquizofrenia e enxaqueca.

## Farmacologia
Ritanserina atua como um receptor 5-HT2A (Ki = 0.45 nM) seletivo e antagonista de receptor 5-HT2C (Ki = 0.71 nM).